# 2021-es Izrael–Palesztina-krízis
2021. május 6-án Jeruzsálemben palesztin tüntetések kezdődtek, Izrael legfelsőbb bíróságának döntését követően, hogy kelet-jeruzsálemi Sejk Dzsarra lakónegyedből kilakoltassanak palesztin lakosokat. A területet Izrael annektálta, de a nemzetközi jog alapján palesztin terület. A tüntetésekből erőszakos összecsapások lettek az izraeli telepesekkel. A következő napon az izraeli rendőrség megrohamozta az Al-Aksza-mecsetet, az iszlám egyik legfontosabb szent helyét, az erőszakos palesztin tüntetésekre válaszolva. A betörés következtében, amely az elrendelés éjszakájára és az izraeli Jeruzsálem-napra esett, több mint 300-an megsérültek, az áldozatok nagy része palesztin civil volt. A legfelsőbb bíróság döntését elhalasztották 30 nappal.
Mielőtt az izraeli rendőrség megrohamozta a mecsetet, terveztek egy szélsőjobboldali zsidó nacionalista felvonulást, amelyet a támadások után lemondtak. Május 10-én a jeruzsálemi zavargásokra válaszként a Hamász és a Palesztin Iszlamista Dzsihád rakétákat kezdett lőni Izraelbe, melyekkel több lakott területet is eltaláltak. Izrael erre hasonló rakétatámadással válaszolt a Hamász által felügyelt Gázai övezetben. Május 11-én az izraeli támadások eltaláltak egy 13 emeletes lakóépületet Gázában, amelyben Hamász-irodák voltak.
Május 16-ra Izrael 18 épületet, 40 iskolát és 4 kórházat pusztítottak el és eltalálták egy menekülttábort is Gázában. Legalább 217 palesztin meghalt, amelyből legalább 63 gyerek. A palesztin bombázások 12 embert öltek meg Izraelben, amelyből egy gyerek. Május 17-re legalább 58 000 palesztinnak el kellett hagynia otthonát. Fegyverszünetet először a Hamász ajánlott fel május 13-án, de Benjámín Netanjáhú ezt elutasította.
A 2000-es évek eleje óta nem volt ennyire intenzív a két állam közötti konfliktus. Május 20-án Izrael és a Hamász megegyezett egy tűzszünetben május 21. 02:00-tól.

## Háttér

### Történelmi háttér
Ottomán dokumentumok alapján a kérdéses földet Sejk Dzsarrában az 1870-es években zsidók megvették arab tulajdonosoktól, ezen dokumentumok valósságát többször is megkérdőjelezték. 1956-ban Jordánia kormánya az ENSZ-szel való közreműködésben 28 palesztin menekült családot telepített le a helyszínen. A hatnapos háborút követően izraeli megszállás alatt volt a terület. 1972-ben a területet regisztrálták izraeli jog alatt. Az 1990-es években elkezdődtek az első kilakoltatási felkérések. A zsidó tulajdonosok szélsőjobboldali telepeseknek adták el a területet. Izraeli jog alapján az izraelieknek van joga olyan földeket kérni Kelet-Jeruzsálemben, amelyet az 1948-as első arab–izraeli háború előtt zsidók tulajdonoltak, de nem létezik hasonló törvény, amely ezt a lehetőséget megadná a palesztinoknak.

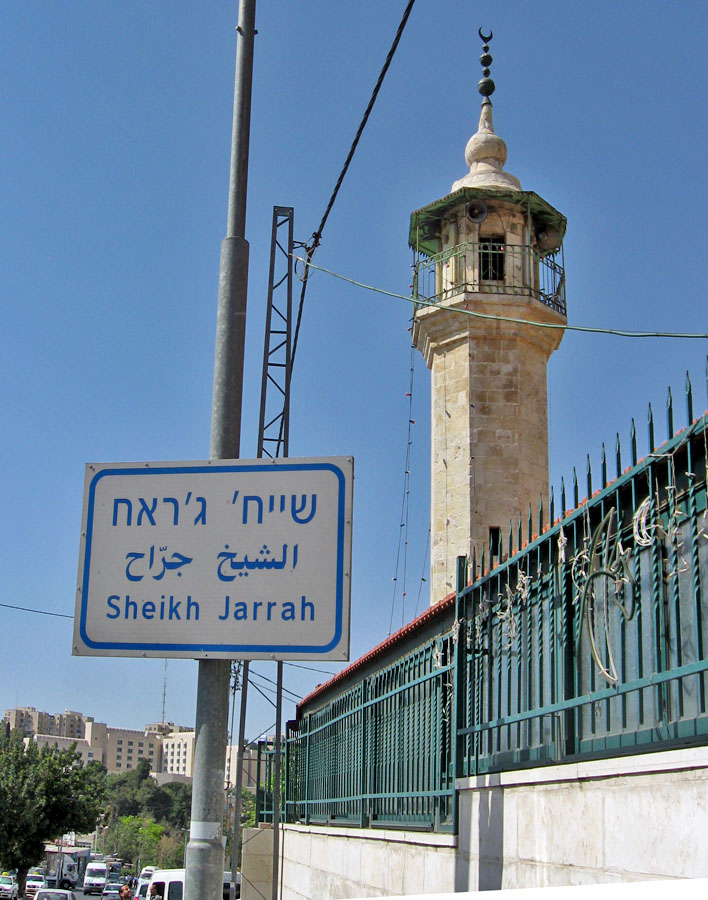
A Sejk Dzsarra negyed bejárata

Az Egyesült Államok által pénzügyileg támogatott telepesek 2002-ben 43 palesztint lakoltattak ki a területről, majd két családot 2008-ban, egyet pedig 2017-ben. 2010-ben az Izraeli Legfelsőbb Bíróság elutasított 57 palesztin család által beadott fellebbezést a Sejk Dzsarra-i területekért. 2021-ben a Legfelsőbb Bíróság tizenhárom palesztin családot (58 ember, ebből 17 gyerek) tervezett kilakoltatni a szomszédságból.
Mind a Human Rights Watch, mind a B'Tselem apartheidnak nevezte Izrael lépéseit.

### 2021. áprilisi helyzet
2021 áprilisában, a ramadán kezdetekor izraeli rendőrség elzárta a muszlim hívőket a damaszkuszi kaputól, ahol azok általában összegyűlnek az ünnepek alatt. Április 16-án több ezer palesztin hívőt elküldtek az Al-Aksza-mecsettől, a ramadán első péntekén. Ugyanezen a napon megvertek egy rabbit Jaffában, amelyet kétnapnyi tüntetés követett. Április 22-én a Lehava, egy szélsőjobboldali zsidó felsőbbrendűségi szervezet „halál az arabokra” kiáltásokkal haladt át Jeruzsálemen. Április 23-án, miután katonai csapatok 36 rakétát lőttek ki Izraelre, az IDF több rakétát is kilőtt a gázai övezetbe. A következő napokban meggyilkoltak egy palesztin gyereket és egy 19 éves izraeli telepest.
Itamar Ben-Gvir, egy szélsőjobboldali izraeli politikus meglátogatta Sejk Dzsarrát nem sokkal az összeütközések előtt, ahol azt mondta, hogy a házak a zsidóké és felkérte a rendőrséget, hogy nyissanak tüzet az épületekre. Izraeli telepeseket lehetett látni a területen, felfegyverezve. Az izraeli kormány csak 10 ezer embernek engedte meg, hogy imádkozzanak az Al-Aksza-mecsetben.

### 2021-es palesztin választások
A 2021-es palesztin választásokat eredetileg 2021. május 22-én tartották volna, de Mahmúd Abbász elhalasztotta 2021. április 29-én.
Palesztinok szerint ezt az elnök azért tette, hogy pártja, a Fatah ne szenvedjen vereséget. A The Spectator szerint a választások lemondása hozzájárult ahhoz, hogy a Hamász katonai támadásokat indított Izrael ellen diplomatikus megoldások helyett. Az NBC News, a Wall Street Journal és a Foreign Policy pedig azt írta, hogy a Hamász népszerűsége sok palesztin között megemelkedett a rakétatámadások következtében.

## A helyzet romlása

### Sejk Dzsarra
Palesztinok és izraeli telepesek május 6-án csaptak össze először Sejk Dzsarrában, ahonnan palesztin családokat akarnak kilakoltatni. A palesztin tüntetők éjszakánként tartottak iftarokat kültéren. Május 6-án izraeli telepesek és a szélsőjobboldali Ocma Jehudit (Zsidó Erő) felállítottak egy asztalt a palesztinokkal szemben. A közösségi médiában közzétett videókon az látható, ahogy a felek kövekkel és székekkel dobálták egymást. Az izraeli rendőrség közbelépett, és legalább hét embert letartóztatott.

### Al-Aksza-mecset
Május 7-én nagyszámú rendőri erőt vezényeltek a Templom-hegyre, miután 70 ezer hívő összegyűlt az Al-Aksza-mecsetnél a ramadán utolsó péntekén. Az esti imákat követően palesztin tüntetők elkezdték kövekkel megdobálni az izraeli rendőröket, amire válaszként a rendőrök kábító gránátokat dobtak a tömegbe. A mecset szóvivője azt mondta, hogy újabb összeütközések történtek, amikor a rendőrség megpróbálta evakuálni a helyet, ahol sok palesztin aludni szokott a ramadán idején. Több mint 300 palesztin megsérült, miután a rendőrség betört a mecsetbe. A palesztinok köveket és nehéz tárgyakat dobáltak az őket gumilövedékekkel, könnygázzal és kábító gránátokkal támadó izraeli rendőrségre. Legalább 215 palesztin megsérült, akik közül 153 kórházba is került. A következő éjjel lőttek először rakétákat Izrael felé.

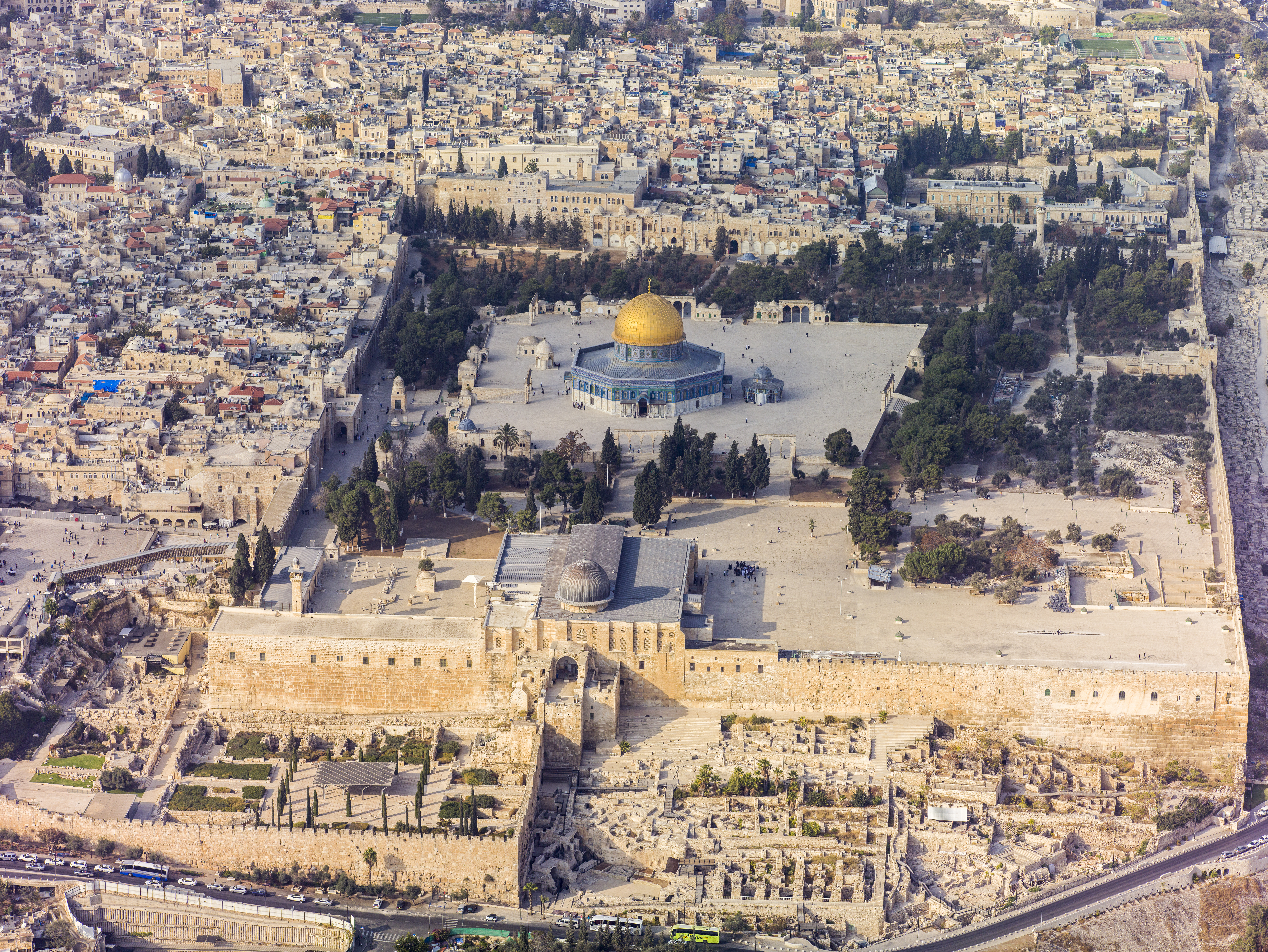
Az Al-Aksza-mecset a Templom-hegyen

Május 8-án újabb összeütközések történtek, az iszlám egy szent ünnepi estéjén. A palesztinok köveket dobáltak, és Tel-Aviv megtámadását kérték. Az izraeli rendőrség vízzel és kábító gránátokkal válaszolt a tüntetőknek. Legalább 80-an megsérültek.

### Arab körzetek Izraelben
Május 10. éjszakáján arab lázongások kezdődtek Lodban, mikor köveket dobáltak zsidó otthonokra, iskolákra és zsinagógára, majd később megtámadtak egy kórházat. A lázongókra rálőttek, egy meghalt és kettő megsérült. Az ügyben letartóztattak egy zsidó embert.
Izraelben egyre több tüntetés és lázongás alakult ki, többnyire magas arab népességű városokban. Egy ember megsérült, miután egy kő eltalálta. Ramlában zsidó tüntetők köveket dobáltak elhaladó autókra. Május 11-én Lod polgármestere, Jair Revivo felszólította Benjámín Netanjáhút, hogy küldje a határőrséget a városba, és azt mondta, hogy az ország „közel áll egy polgárháborúhoz.” Netanjáhú május 11-én szükségállapotot hirdetet Lodban, amely 1966 óta az első alkalom volt, hogy Izrael egy arab közösség felett szükségállapotot rendelt el.
Május 12-én a zavargások folytatódtak. Akkóban egy zsidó férfit megtámadtak, miközben autóját vezette. Bat Jamban zsidó szélsőségesek megtámadtak arab boltokat és megvertek járókelőket. Egy motorost, akit arabnak hittek szintén megvertek.
Május 13-ra lázongások, késelések és gyújtogatások történtek Beér-Sevában, Rahatban, Ramlában, Lodban, Nászirijjában, Tiberiasban, Jeruzsálemben, Haifában és Akkóban.

### Gáza

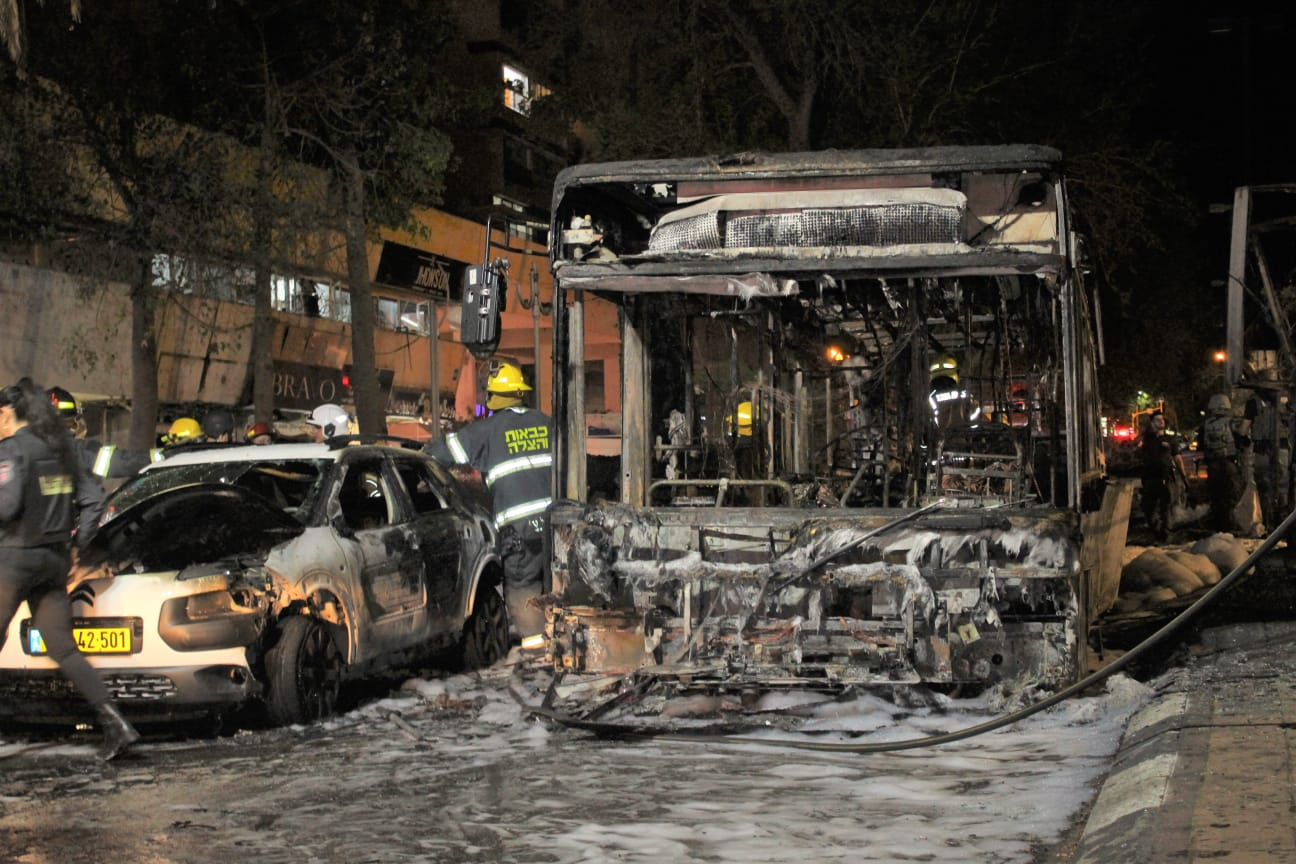
Egy holoni rakétatámadás helyszíne

A Hamász felszólította Izraelt, hogy távolítsák el embereiket az Al-Aksza-mecsettől május 10-ére. Percekkel a határidő letelte után a Hamász több mint 150 rakétát lőtt ki Izrael felé Gázából. Az IDF azt mondta, hogy hetet lőttek ki Jeruzsálem és Bét Semes felé, amelyből egyet eltérítettek.
Erre válaszként Izrael elkezdte bombázni a Gázai övezetet.
Május 11-én izraeli támadások eltaláltak egy 13 emeletes lakóépületet Gázában, amelyben Hamász-irodák voltak. Az IDF szerint előre felhívták a civilek figyelmét a támadásra, és elég időt adtak az evakuálásra. Válaszként a Hamász és a Palesztin Iszlamista Dzsihád 137 rakétát lőtt ki Tel-Aviv felé öt percen belül. Ez a Hamász történetének legnagyobb támadása volt.
Május 11-én egy, az izraeli állam által tulajdonolt olajcsövet eltalált egy rakéta.
Május 12-én az izraeli légierő elpusztított több tucat rendőrségi állomást a Gázai övezetben, a Hamász szerint a rendőrségük központja is ezek között volt. Ezen a napon Gázából több mint 850 rakétát lőttek ki Izrael felé.
Az IDF szerint legalább 200, a Hamász által kilőtt rakéta nem érte el Izraelt és a Gázai övezetben landolt.
Május 14-én az Izraeli haderők elkezdték bombázni és katonákkal is támadni a Gázai övezetet, ezzel 100 fölé emelve a halottak számát. A katonákkal való támadásról szóló kijelentést Izrael később visszavonta. Ugyanezen napon az izraeli légierő elkezdte bombázni a Hamász alagútrendszerét. Egy izraeli hivatalnok szerint a támadások több száz Hamász-katonát és húsz parancsnokot megöltek.
Május 18-ra az IDF szerint Izraelbe 2000 rakétát lőttek be, amelyeknek felét kivédte az ország légvédelme, míg 350 visszaesett Gázába. Ebben a támadásban hatan haltak meg. Az ENSZ szerint 38 ezer palesztinnak kellett elhagynia otthonát a rakétatámadások kezdete óta.
Május 18-án Egyiptom 500 millió dollárt ajánlott Gáza újraépítésére.

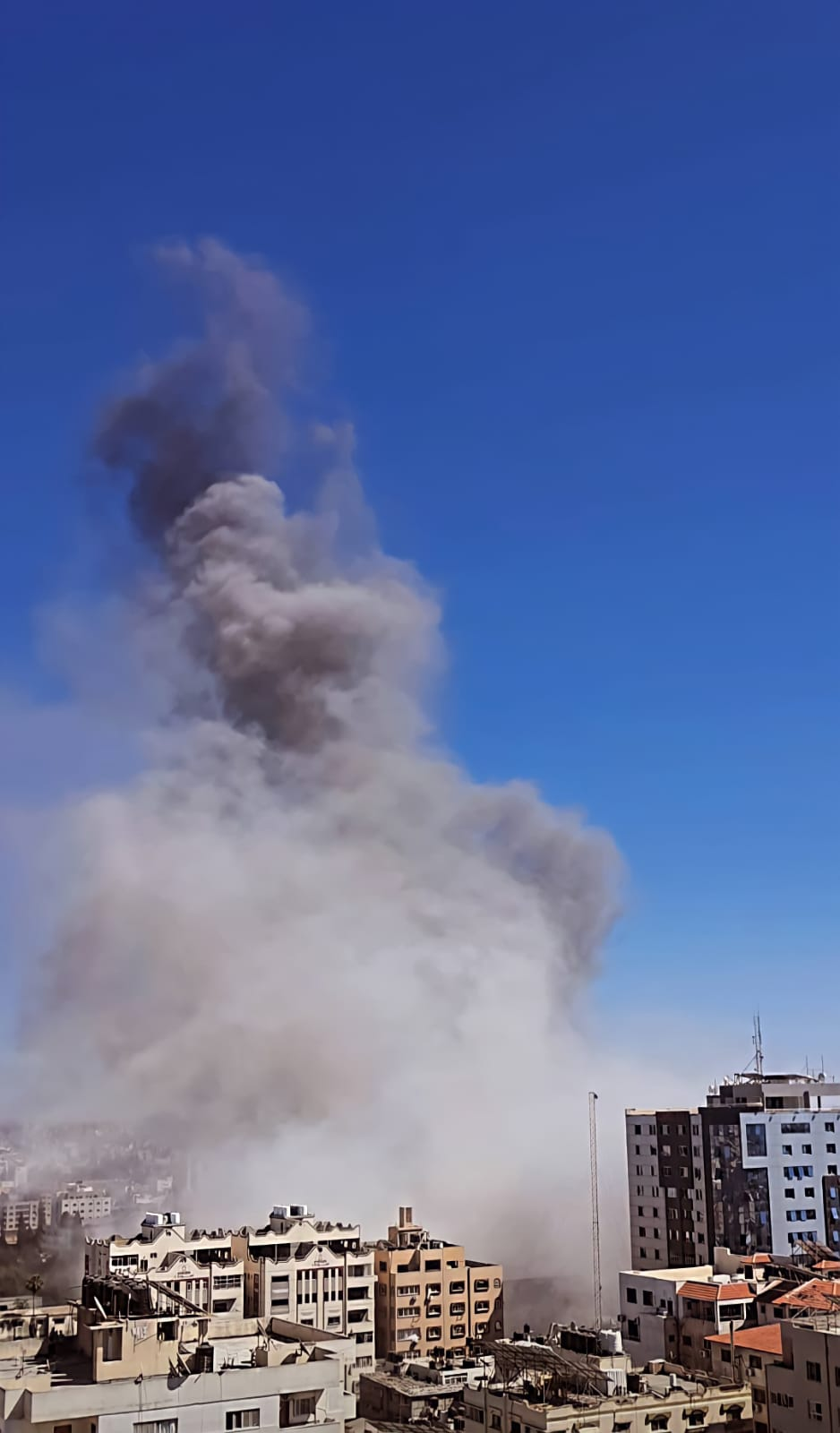
Az Al-Dzsala torony bombázása.

#### Al-Dzsala-torony
Május 15-én az IDF rakétatámadást hajtott végre az Al-Dzsala-torony ellen Gázában, amely a katari Al-Dzsazírának és az amerikai hírügynökségnek, az Associated Press-nek is otthont adott. Az épületet legalább négy rakéta eltalálta, egy órával azt követően, hogy Izrael felhívta az épület tulajdonosát, hogy támadást szerveznek az irodaház ellen. Az Associated Press úgy írta le a támadást, mint „a legutóbbi lépés a hadsereg által, hogy elnémítsák a riportereket, akik a területről írnak a Hamásszal való küzdelem idején.”
Gary Pruitt az Associated Press vezérigazgatója azt írta, hogy a hírügynökség „sokkolt és megborzadt, hogy az izraeli hadsereg célba venné és elpusztítaná az AP és más újságíró szervezetek irodaépületét Gázában”, és „hihetetlenül nyugtalanító fejlemény”-nek nevezte. „A világ kevesebbet fog tudni arról, hogy mi történik Gázában, azt követően, ami ma itt történt” – tette hozzá.
Izrael szerint a Hamász tagjai voltak az épületben.

### Ciszjordánia
Május 14-én négy palesztint megöltek katonák, és legalább százan megsérültek. A gázai történések óta naponta tüntetések voltak. A Haaretz szerint 8 embert meggyilkoltak.
Május 14. késő óráiban kiderült, hogy az izraeli haderő megölt 11 palesztint (a Palesztin Egészségügyi Minisztérium adatai szerint), amellyel legalább 12-re emelkedett a területen elhunyt palesztinok száma május 10. óta.

### Libanon és Szíria
Május 13-án kilőttek rakétákat egy libanoni palesztin menekülttáborból, amelyek a Földközi-tengerben landoltak. A Hezbollah tagadta, hogy lett volna köze a támadáshoz, a libanoni hadseregnek katonái több rakétát is találtak a táborban.
Május 14-én három rakétát lőttek Szíriából Izraelbe.
Május 17-én a Hamász hat rakétát lőtt Izraelbe, de nem értek át a libanoni-izraeli határon. Senki nem sérült meg az incidenst követően.

## Veszteségek

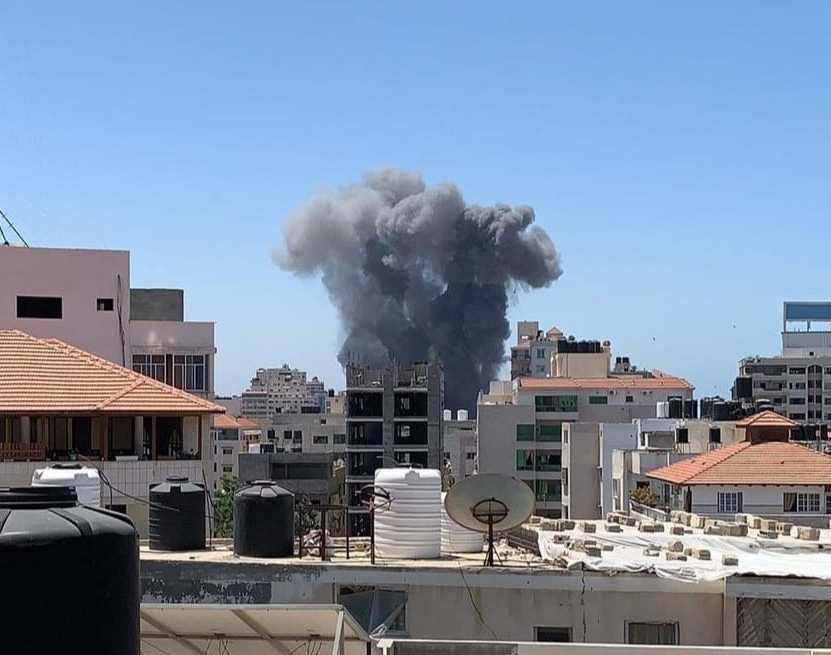
Izraeli bombázás a Gázai övezetben.

Május 18-ra legalább 217 palesztint öltek meg, amelyből 63 gyerek volt. Több mint 1500-an megsérültek, Izraelből 12 elhunytat jelentettek.
Mohammed Abdullah Fayyadot és több magas rangú iszlamista dzsihádista parancsnokot is megöltek. Május 11-én újabb Hamász-tagot gyilkoltak meg. Mindkét oldal öt parancsnok halálát jelentette be hivatalosan. Nem ismert, hogy május 10-én az első áldozatokat egy kóbor palesztin rakéta vagy izraeli rakéták ölték meg.
Május 11-én a Hamász és a Palesztin Iszlamista Dzsihád válaszolt az izraeli támadásokra, több száz rakéta kilövésével, amelyben ketten haltak meg és 90-en sérültek meg. Risón Lecijónban elhunyt még egy nő, másnap két dahmash-i civil és egy katona is életét vesztette.
Bassem Issa, a Hamász egy magas rangú vezetője szintén elhunyt.
Az ENSZ szerint a bombázások kezdete óta kilenc palesztin kórházat pusztítottak el, a palesztin vöröskereszt egy épületét, amelyben meghalt Dr. Moein Ahmad al-Aloul és Dr. Ayman Abu al-Auf.

## Diplomácia
Kína, Norvégia és Tunézia kértek egy ENSZ Biztonsági Tanácsi ülést május 14-re, amelyet az Egyesült Államok ellenzett. A Tanács kétszer is találkozott titokban, de nem tudtak megegyezni egy közleményben az Egyesült Államok ellenkezése miatt. Május 12-én bejelentették, hogy Hady Amr-t, az izraeli-palesztin problémákkal foglalkozó helyettes minisztert azonnal a régióba küldik. Egyiptom, Katar és az ENSZ mind megpróbáltak békét teremteni, sikertelenül.
Május 13-án a Hamász felajánlott egy tűzszünetet az orosz külügyminisztériumon keresztül, amelyet Netanjáhú kormánya elutasított. António Guterres az ENSZ főtitkára azonnali tűzszünetre szólította fel a két félt a böjt megtörésének ünnepére való figyelemmel, amely a ramadán szent hónap utolsó napja.
Május 16-án Joe Biden amerikai elnök telefonon beszélt Benjámín Netanjáhú izraeli miniszterelnökkel és Mahmúd Abbász palesztin elnökkel.
Május 18-án Franciaország bejelentette, hogy Egyiptommal és Jordániával az ENSZ Biztonsági Tanácsának le fog adni egy határozatot, amely fegyverszünetre fogja felszólítani a két államot.
Május 20-án Izrael és a Hamász megegyezett egy tűzszünetben május 21. 02:00-tól.

## Reakció

### Izrael és Palesztina
Május 9-én az Izraeli Legfelsőbb Bíróság 30 nappal elhalasztotta a tervezett kilakoltatásokat. Az izraeli rendőrség megtiltotta a zsidóknak, hogy az Al-Aksza térre menjenek. Május 10-én Izrael lezárta a Kerem Shalom határátkelőhelyet. Május 11-én az izraeli repterek átmenetileg bezártak.
Benjámín Netanjáhú miniszterelnök megvédte az izraeli rendőrség lépéseit. Izraeli hivatalnokok felkérték a Biden-adminisztrációt, hogy ne lépjenek közbe.
2021. május 10-én Mahmúd Abbász, a palesztin nemzeti hatóság elnöke a nemzetközi közösség új kihívásának nevezte a hívők megtámadását az Al-Aksza-mecsetnél.
A Palesztin Iszlamista Dzsihád szóvivője azt mondta, hogy Izrael „indította az agressziót Jeruzsálemben. Ha ennek az agressziónak nem lesz vége, akkor nincs értelme a tűzszünet elérésére irányuló diplomáciai erőfeszítéseknek.” A Hamász ultimátumot adott az izraeli kormánynak, mondván, ha május 11-én hajnali 2 óráig nem vonják ki az erőket a mecsetből, akkor újabb rakétacsapást hajtanak végre.
Netanjáhú az ország több részén is bezáratott iskolákat május 11-én.
Reuvén Rivlin, Izrael elnöke elítélte a lodi lázongásokat.

### Nemzetközi reakció

#### Szervezetek
| Szervezet                     | Válasz |
| ----------------------------- | --- |
| Európai Unió                  | Az Európai Unió mindkét oldalt felszólította, hogy lépjen vissza és kijelentette, hogy „az erőszak elfogadhatatlan és az elkövetőket mindkét oldalon számon kell kérni.” |
| Egyesült Nemzetek Szervezete  | Az ENSZ felszólította Izraelt, hogy vonják vissza a tervezett kilakoltatásokat és az önuralmukat kérte a tüntetők elleni erőszakos fellépésekkel kapcsolatban. Az ENSZ Biztonsági Tanácsa május 10-én ült össze, hogy megbeszéljék a problémát. Megegyeztek egy közlemény kiadásában, amelyet az Egyesült Államok visszatartott. |
| Arab Liga                     | Május 11-én tartottak egy vészhelyzeti ülést. Ahmed Aboul Gheit, az Arab Liga főtitkára elítélte a Gáza elleni légicsapásokat. |
| Iszlám Konferencia Szervezete | Május 11-én az OIC elítélte Izraelt és kiállt Palesztina mellett. |
| Nemzetközi Büntetőbíróság     | 2021. május 12-én Fatou Bensouda elmondta, hogy aggódik az erőszak eszkalálódása és háborús bűncselekmények elkövetése miatt. |
| Türk Tanács                   | 2021. május 12-én a Türk Tanács főtitkára, Bagdad Amrejev elmondta, hogy elítélik a fegyverek használatát palesztin civilek ellen, illetve felszólította az izraeli kormányt, hogy próbáljanak meg békés utat találni a konfliktus befejezésére.                                                                                 |

#### Országok
| Ország                  | Válasz |
| ----------------------- | --- |
| Argentína               | A Külügyminisztérium elítélte mind az izraeli, mind a Hamász által bevetett erőszakot. |
| Ausztrália              | Május 12-én Marise Payne külügyminiszter aggodalmát fejezte ki az erőszak miatt és felszólította mindkét felet a nyugalom helyreállítására. Scott Morrison miniszterelnök ezen felszólítások megismétlése mellett elítélte azon lakembai tüntetőt, akik elégetett egy izraeli zászlót. |
| Ausztria                | Sebastian Kurz kancellár kiemelte, hogy Ausztria támogatja Izrael jogát az önvédelemhez, majd az európai és az osztrák zászló mellé kihelyezte az izraelit is. Alexander Schallenberg külügyminiszter elrendelte ezt saját minisztériumának épületén is. |
| Bahrein                 | Május 8-án a Times of Israel megírta, hogy bahreini hivatalnokok elítélték az Al-Aksza-mecsetben való fellépéseket és a Sejk Dzsarra lakónegyedi kilakoltatásokat és felszólították Izraelt, hogy „ne támadják meg a hívőket ebben a szent hónapban”. |
| Chile                   | A Külügyminisztérium kifejezte aggodalmát az agresszióról és azt nyilatkozta, hogy civil lakosság támadása alaptalan és ellene megy az emberi jogoknak. A harcok leállítására kérte a két oldalt. |
| Csehország              | Május 14-én Miloš Zeman, Csehország elnöke és Izrael egyik támogatója kiakasztotta az izraeli zászlót, amelyet végül Prága polgármestere, Zdeněk Hřib is megtett. |
| Dél-afrikai Köztársaság | Május 10-én Cyril Ramaphosa azt mondta, hogy az Afrikai Nemzeti Kongresszus a „leghatározottabban elítéli” a lehetséges kilakoltatásokat és a „palesztin tüntetők brutális megtámadását az Al-Aksza-mecsetnél és a Sziklamecsetnél.” |
| Egyesült Államok        | Állami: Május 9-én a Külügyminisztérium elítélte az Izrael elleni támadásokat, majd másnap Antony Blinken egy közleményben felszólította mindkét oldalt, hogy lépjenek vissza és kifejezte aggodalmát az Izrael elleni támadások miatt. A Külügyminisztérium ezek mellett kifejezte aggodalmát a kilakoltatások miatt is. Május 11-én Jen Psaki, a Fehér Ház szóvivője elítélte az Izrael elleni rakétatámadásokat és elmondta, hogy Biden támogatása „Izrael jogához, hogy megvédje magát teljes mértékben alapvető és nem fog megváltozni.” Hozzáadta, hogy a Fehér Ház hivatalnokai együtt dolgoznak Izraellel és Palesztinával is. Május 12-én bejelentették, hogy Hady Amr-t, az izraeli-palesztin problémákkal foglalkozó helyettes minisztert azonnal a régióba küldik. Kongresszus: Bernie Sanders és Elizabeth Warren szenátorok, illetve Alexandria Ocasio-Cortez képviselő mind elítélték Izrael lépéseit a lehetséges kilakoltatásokkal kapcsolatban. |
| Egyesült Arab Emírségek | Május 9-én Khalifa al-Marar egy közleményben elítélte a lehetséges kilakoltatásokat és megütközéseket. Felszólította ezek mellett a izraeli kormányt, hogy juttassanak védelmet palesztin civileknek, hogy vallásukat gyakorolhassák. |
| Egyesült Királyság      | Május 10-én Dominic Raab elítélte a Jeruzsálem elleni rakétatámadásokat és mindkét oldalt felszólította visszalépésre és, hogy a fejezzék be a civil lakosság támadását. Keir Starmer azt írta, hogy „Izraelnek tisztelnie kell a nemzetközi jogokat” és felszólította a kormányt, hogy dolgozzon együtt a palesztin vezetőkkel. Május 11-én Nicola Sturgeon elítélte az izraeli támadásokat az Al-Aksza ellen és „védhetetlen”-nek nevezte a helyzetet. |
| Egyiptom                | Május 9-én a Külügyminisztérium azt mondta, hogy Izraelnek le kell állnia minden akcióval, amely az Al-Aksza-mecset szentségét bántja és, hogy a kilakoltatások a nemzetközi jog megsértése. Május 11-én Sameh Shoukry elmondta, hogy megpróbáltak kapcsolatba lépni Izraellel, de nem kaptak megfelelő választ. |
| Franciaország           | Május 10-én a külügyminiszter felszólította a két oldalt, hogy ne provokálják egymást, hogy minél hamarabb visszatérhessenek békéhez. |
| Fülöp-szigetek          | Május 12-én a Külügyminisztérium kifejezte aggdalmát az egyre rosszabb helyzettel kapcsolatban Jeruzsálemben és a Gázai övezetben. |
| India                   | Május 11-én TS Tirumurti Twitteren írta, hogy India mély aggodalommal figyeli a történéseket. Elítélte a Hamász rakétatámadásait és felszólította a két oldalt, hogy azonnal üljenek össze béketárgyalásokra. |
| Indonézia               | Május 10-én Joko Widodo elnök elítélte az izraeli rendőrség fellépését az Al-Aksza-mecsetnél és felszólította az ENSZ-et, hogy szóljon közbe. Ezt követően kijelentette, hogy Indonézia továbbra is Palesztina mellett fog állni. |
| Irak                    | A Külügyminisztérium a következőt nyilatkozta: „Az iraki kormány szolidaritását fejezi ki Jeruzsálem lakosai mellett, felszólítva a támadások leállítására.” Illetve megerősítette pozícióját a palesztin ügyben. |
| Irán                    | Május 7-én Irán vezetője, Ali Hámenei azt nyilatkozta, hogy „a cionisták csak az erőszak nyelvét ismerik”, és elítélte az izraeli rendőrség támadását az Al-Aksza-mecseten. Május 9-én a The Guardian azt írta, hogy iráni hivatalnokok felszólították az ENSZ-t, hogy elítéljék az izraeli rendőrség lépéseit és háborús bűncselekménynek nevezték. Május 11-én a külügyminiszter, Mohammad Javad Zarif azt nyilatkozta, hogy az Al-Aksza elleni behatolás „[Izrael] rasszista, bűnöző természetének legnagyobb példája volt, amely mindig is problémákat okozott a régióban.” |
| Írország                | Május 10-én Simon Coveney elítélte az izraeli haderő brutális válaszát, és „teljesen elfogadhatatlan”-nak nevezte. Május 11-én Mary Lou McDonald azt mondta, hogy a Palesztina elleni támadás a nemzetközi jog megsértése volt. Május 13-án Tánaiste Leo Varadkar Izrael támadásait a gázai területeken védhetetlennek és elfogadhatatlannak nevezte. „Annexió, telepesedés, kiutasítás és a civilek meggyilkolása, tudatosan vagy járulékos veszteségként, nem az, ahogy egy 21. századbeli demokratikus állam viselkedik és szimplán elfogadhatatlan.” |
| Japán                   | Május 12-én Nakajama Jaszuhide kifejezte támogatását Izrael felé, azt mondva, hogy „Izraelnek van joga megvédenie magát terroristáktól.” |
| Jordánia                | Május 9-én a külügyminiszter elítélte az izraeli rendőrség Al-Aksza elleni támadását és barbárnak nevezte. II. Abdullah király pedig kifejezte támogatását a palesztin emberek felé és elítélte Izrael műveleteit. |
| Kanada                  | Május 9-én Marc Garneau felszólította a két oldalt, hogy lépjenek vissza. Illetve kiemelte, hogy, ha folytatódnak az összeütközések az megzavarná a két állami megoldást. |
| Kína                    | Május 12-én Kína közel-keleti küldöttje mély aggodalmát fejezte ki a palesztinok és Izrael közötti összecsapások miatt, és felszólította az összes felet, hogy tanúsítsanak önmérsékletet a további áldozatok elkerülése érdekében. Május 13-án a Külügyminisztérium szóvivője felszólította az ENSZ Biztonsági Tanácsát, hogy lépjen közbe és segítsen elegyengetni a problémákat Palesztina és Izrael között. |
| Lengyelország           | Május 10-én a lengyel külügyminisztérium kiadott egy közleményt, amelyben kifejezték aggodalmukat a Kelet-Jeruzsálemben kirobbant erőszakkal kapcsolatban. A minisztérium sürgette az összes érintett felet, hogy haladéktalanul tegyenek lépéseket a feszültség enyhítésére, és tartózkodjanak a konfrontatív retorikától. A minisztérium határozottan elítélte a Gázai övezetben és Ciszjordániában elkövetett erőszakos cselekményeket, illetve a palesztinok kilakoltatását Sejk Dzsarrából. |
| Magyarország            | Szijjártó Péter, az ország külügyminisztere a következőt nyilatkozta: „Magyarország a leghatározottabban elítéli egyes palesztin terrorszervezetek Gázából elkövetett legújabb rakétatámadásait izraeli városok ellen. Teljes szolidaritásunkat fejezzük ki Izraellel, és elismerjük az önvédelemhez való jogát. A civilek elleni értelmetlen erőszaknak azonnal véget kell vetni.” |
| Malajzia                | Május 8-án Datuk Seri Hishammuddin Hussein elítélte az izraeli rendőrség fellépését az Al-Aksza-mecsetnél. Muhyiddin Yassin miniszterelnök pedig erősen elítélte Izraelt és felszólította, hogy fejezze be agresszióját. |
| Málta                   | Május 11-én A Külügyminisztérium felszólította a két oldalt, hogy hagyja abba az erőszakos fellépéseket egymással szembe és kifejezte támogatását a két állami megoldás mellett. |
| Marokkó                 | Május 9-én VI. Mohammed király kifejezte aggodalmát a helyzettel kapcsolatban. |
| Mexikó                  | Május 10-én a külügyminiszter Twitteren kifejezte aggodalmát a jeruzsálemi, gázai és izraeli, illetve palesztin területeken történő erőszak miatt. |
| Namíbia                 | Május 10-én a namíbiai kormány azt nyilatkozta, hogy elítéli az izraeli rendőrség által használt erőszakot palesztin tüntetőkkel szemben. |
| Németország             | Május 10-én Heiko Maas elmondta riportereknek Brüsszelben, hogy „csak mindkét oldalt tudjuk felhívni arra, hogy nyugtassák le ezt a robbanékony szituációt.” Hozzátette, hogy mindkét oldalnak kötelessége, hogy a civil halálozásokat visszaszorítsa. |
| Omán                    | Május 8-án a külügyminiszter elítélte az izraeli rendőrség fellépését az Al-Aksza-mecsetben és a palesztinok kilakoltatását. A minisztérium kifejezte támogatását egy független Palesztina mellett az 1967-es határok alapján, Kelet-Jeruzsálemmel, mint az ország fővárosaként. |
| Oroszország             | Május 8-án orosz hivatalnokok kifejezték mély aggodalmukat és elítéltek minden civil elleni támadást, illetve felszólították mindkét oldalt, hogy lépjenek vissza. |
| Örményország            | Május 11-én a Külügyminisztérium kifejezte mély aggodalmát az összeütközésekről és felszólította mindkét oldalt, hogy lépjen vissza és akadályozza meg további civilek halálát. |
| Pakisztán               | Május 9-én Imrán Hán, az ország miniszterelnöke elítélte az izraeli rendőrség tetteit, azt kiemelve, hogy „megsértették a nemzetközi jogokat és az emberi normákat.” Shah Mahmood Qureshi szintén elítélte az izraeli rendőrség lépéseit és emberiség elleni bűnnek nevezte. |
| Spanyolország           | A Külügyminisztérium felszólította Izraelt, hogy ne hozzon létre telepeket az elfoglalt Ciszjordániában. „Felszólítjuk mindkét felet, hogy tartsák vissza magukat bármilyen egyoldalú lépéstől és folytassák a dialógust, hogy elérhessenek egy két állami megoldást és a befejezzék a konfliktust.” |
| Szaúd-Arábia            | Május 8-án az ország külügyminisztere egy közleményben azt írta, hogy a királyság „elutasítja Izrael terveit, hogy kilakoltassanak palesztin emberek tucatjait Jeruzsálemből.” |
| Szudán                  | Május 8-án a Külügyminisztérium elítélte Izrael tetteit Jeruzsálemben és felszólította a kormányt, hogy ne vigyen véghez egyoldalú lépéseket, amelyek megrontják a béke lehetőségét. |
| Törökország             | Május 9-én Recep Tayyip Erdoğan beszédet mondott Ankarában és Izraelt gonosz, terrorista államnak nevezte, felszólítva az ENSZ-t, hogy lépjenek közbe. |
| Új-Zéland               | Május 11-én Nanaia Mahuta felszólította Izraelt, hogy fejezzék be a pusztítást és a kilakoltatásokat és felszólította mindkét oldalt, hogy ne rontsák el a lehetőségét a két állami megoldásnak. |
| Vatikán                 | Május 9-én Ferenc pápa a jeruzsálemi erőszak végét kérte a Regina coeli közben. |

#### Egyéb államok

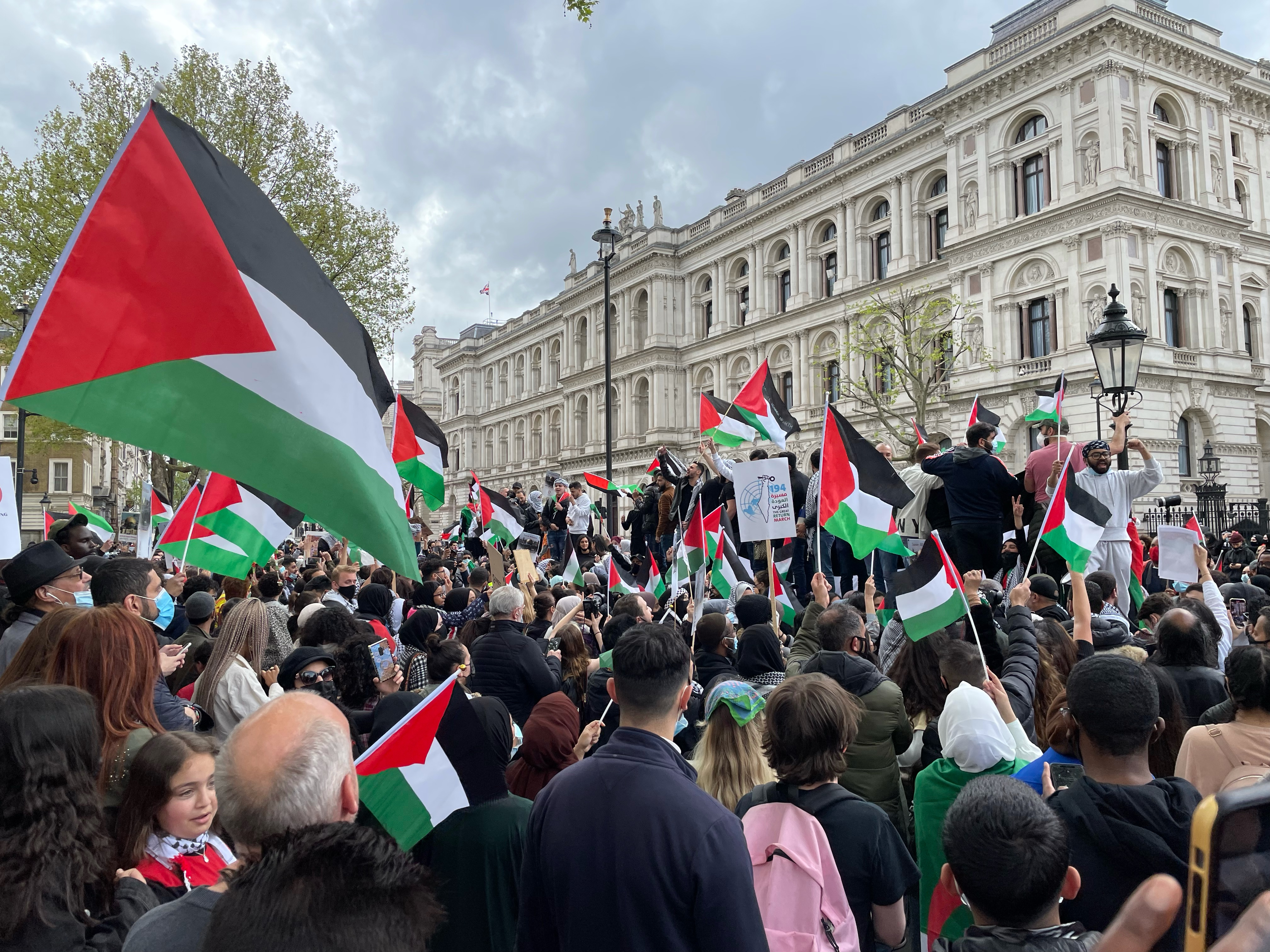
Palesztinát támogató tüntetés Londonban.

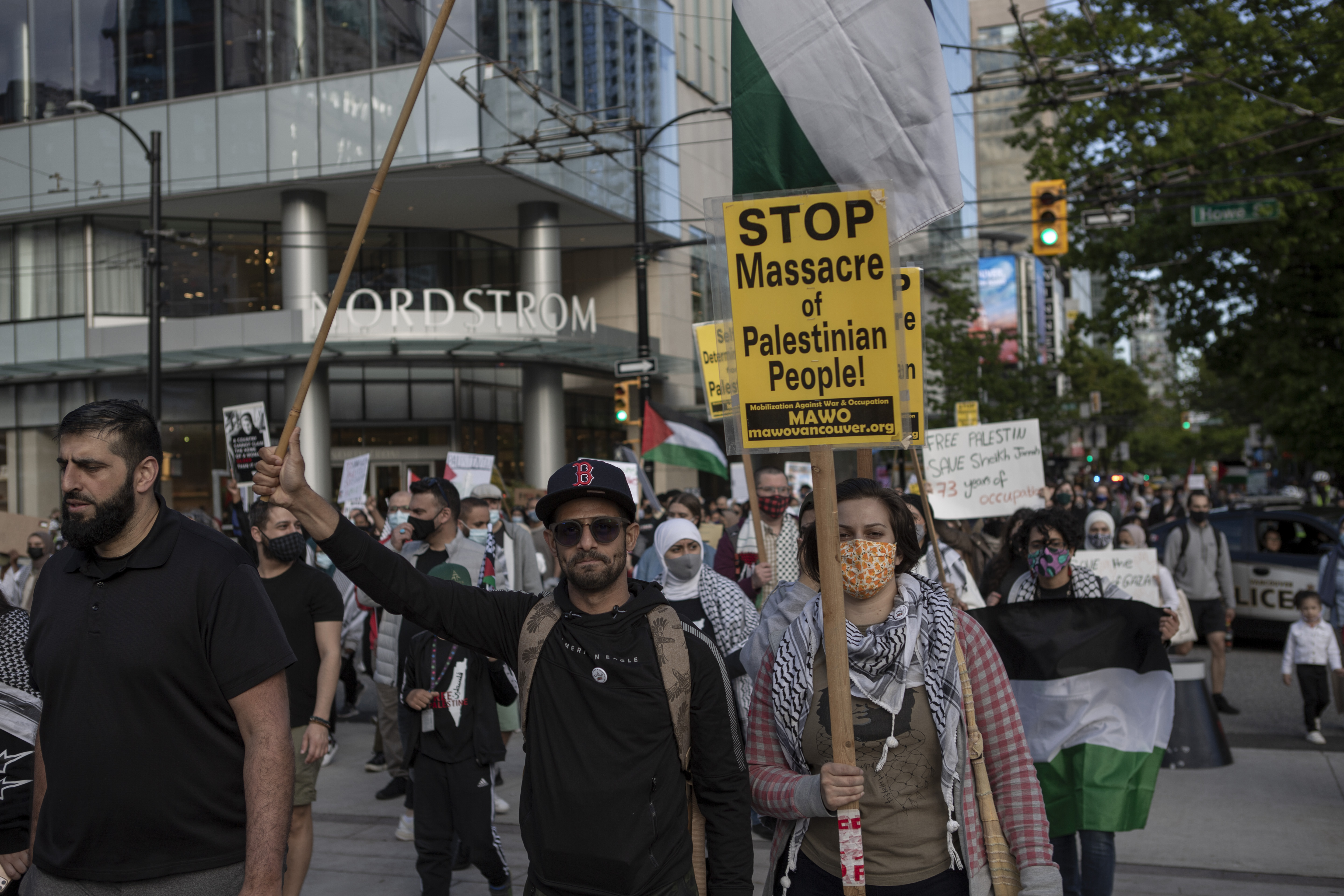
Torontói tüntetés 2021. május 12-én.

| Állam                      | Válasz                                                                              |
| -------------------------- | ----------------------------------------------------------------------------------- |
| Észak-Ciprus               | Május 15-én Ersin Tatar miniszterelnök elítélte az izraeli támadásokat Gáza ellen.  |
| Kínai Köztársaság (Tajvan) | Május 12-én Joseph Wu külügyminiszter a béke visszaállítását kérte a Közel-Keleten. |

### Tüntetések
Tüntetések a következő országokban és városokban történtek:

#### Palesztina mellett vagy Izrael ellen
- Belgium: Brüsszel[164]
- Dél-afrikai Köztársaság: Fokváros[125]
- Dél-Korea: Szöul[165]
- Egyesült Királyság: London, Manchester, Birmingham, Brighton, Bradford. (szervezte: Brit Muszlim Szövetség),[166] Hyde Park[167]
- Egyesült Államok: Manhattan, Washington (utóbbit az Amerikai-Iszlám kapcsolatok tanácsa szervezte, részt vett rajta Rashida Tlaib és André Carson képviselő is),[168][169] Chicago,[170] Milwaukee,[171] Atlanta, Boston, Louisville, Los Angeles, New York, Philadelphia és más városok.[172][173]
- Franciaország: Párizs[174] (Egy francia bíróság május 14-én betiltotta a tüntetéseket Palesztina mellett.)[175]
- India: Kasmír[176]
- Indonézia: Jakarta[177]
- Írország: Cork, Galway, Dublin[178]
- Japán: Tokió[179]
- Jemen: Szanaa[180]
- Jordánia: Amman[181]
- Kanada: Toronto, Montréal, Winnipeg, Ottawa[182]
- Kenya: Nairobi[183]
- Kuvait[184]
- Németország: Berlin
- Olaszország: Milánó[185]
- Pakisztán: Chaman[186]
- Spanyolország: Madrid
- Svédország: Göteborg[187]
- Törökország: Isztambul[188]
- Új-Zéland: Auckland, Christchurch, Dunedin, Palmerston North, Hamilton, Whanganui, Nelson, Wellington, Hastings[189]

#### Izrael mellett
- Egyesült Államok: Manhattan[190]
- Olaszország: Róma[191]

#### Általános
- Izrael: Jeruzsálem, Benjámín Netanjáhú ellen[192]

### Közösségi média
- Instagram és Twitter felhasználóknak, akik kiálltak Palesztina mellett, több alkalommal is felfüggesztették fiókjaikat vagy törölték bejegyzéseiket. A cégek bocsánatot kértek, és technikai problémára hivatkoztak.[193]
- A Twitter korlátozta az amerikai-palesztin újságíró, Mariam Barghouti fiókját, aki Ciszjordániából tudósított a tüntetésekről. Az újságíró azt mondta, hogy a Twitter felkérte, hogy törölje néhány bejegyzését. A cég véletlennek nevezte a helyzetet.[194][195]
- Gal Gadot színész Twitter-posztja, amelyben azt írta, hogy „Izrael megérdemli, hogy békében, szabad államként létezzen. A szomszédjaink ugyanezt érdemlik”, negatív és pozitív reakciókat is kapott.[196][197]

### Légitársaságok
Május 12-én mind az American Airlines, a United Airlines és a Delta Air Lines is felfüggesztette útjait Izraelbe.